# Imeong (village)
Imeong est un petit village des Palaos situé dans l'État de Ngeremlengui. S'y trouve le site éponyme classé à l'Unesco. Le village compte 132 habitants . Un petit fleuve côtier, éponyme au village, s'écoule dans cette zone.